# Lombokheuvel
De Lombokheuvel is een heuvel in de gemeente Utrechtse Heuvelrug in de Nederlandse provincie Utrecht. De heuvel ligt ten noorden van Leersum en maakt deel uit van de stuwwal Utrechtse Heuvelrug. In het westen ligt de Donderberg en in het oosten liggen de Leersumse Berg en de Geerenberg. Het terrein rondom deze heuvel behoort tot het natuurgebied Lombokbos.
De heuvel is 34 meter hoog. Op het hoogste punt staat de folly Uilentoren dat toebehoorde aan het landgoed Lombok. Op de Lombokheuvel, 250 meter ten zuidwesten van de Uilentoren,  bevindt zich op het perceel Lomboklaan 35 ook nog een andere folly: een tuinkoepel.

## Schade door valwind
In juni 2021 richtte een valwind veel schade aan in het Lombokbos gelegen rond de lombokheuvel. Naast grote schade aan de vol in het blad zittende loofbomen werden hele percelen naaldhout platgelegd.

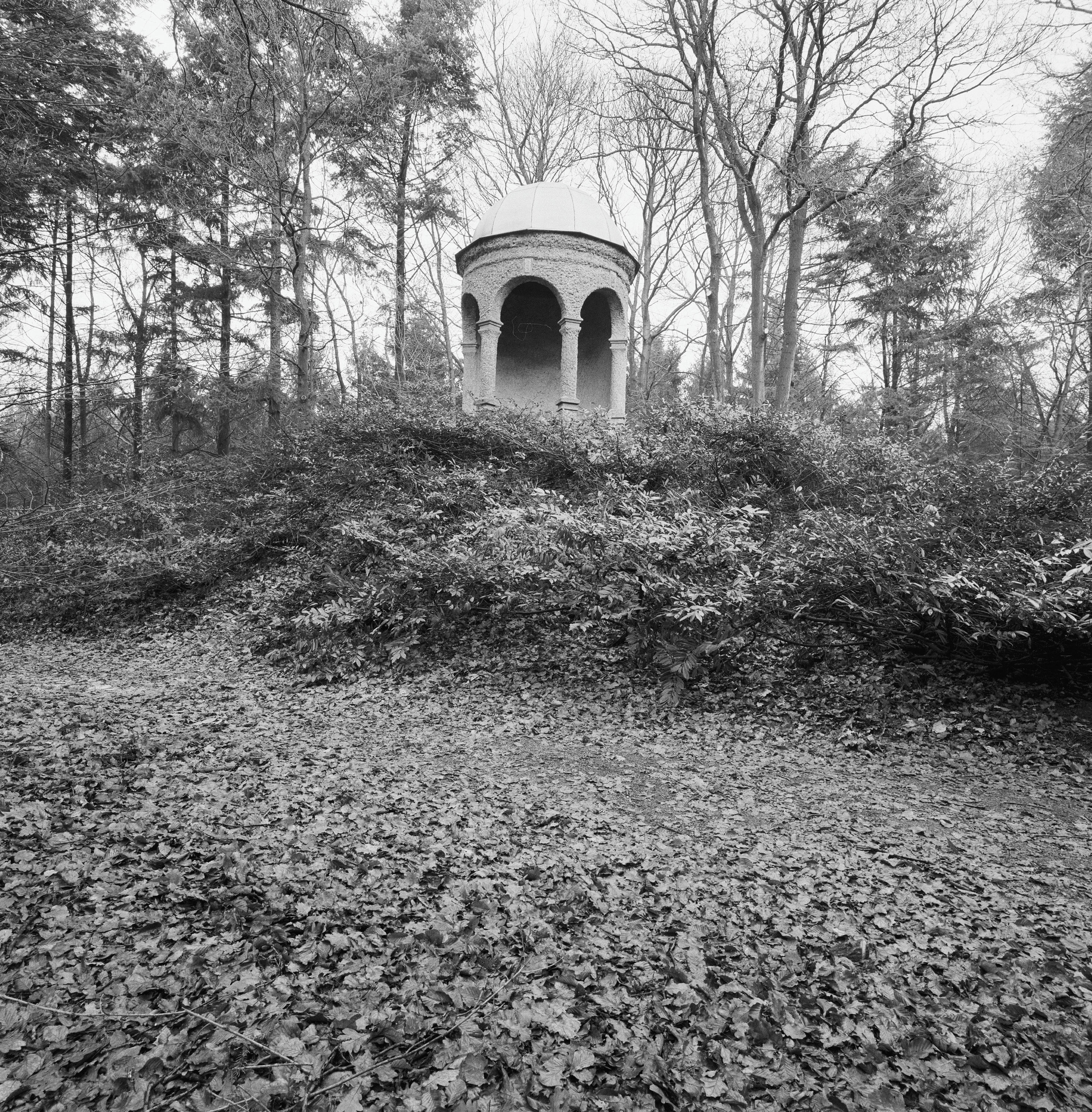
Tuinkoepel op de Lomboklaan 35
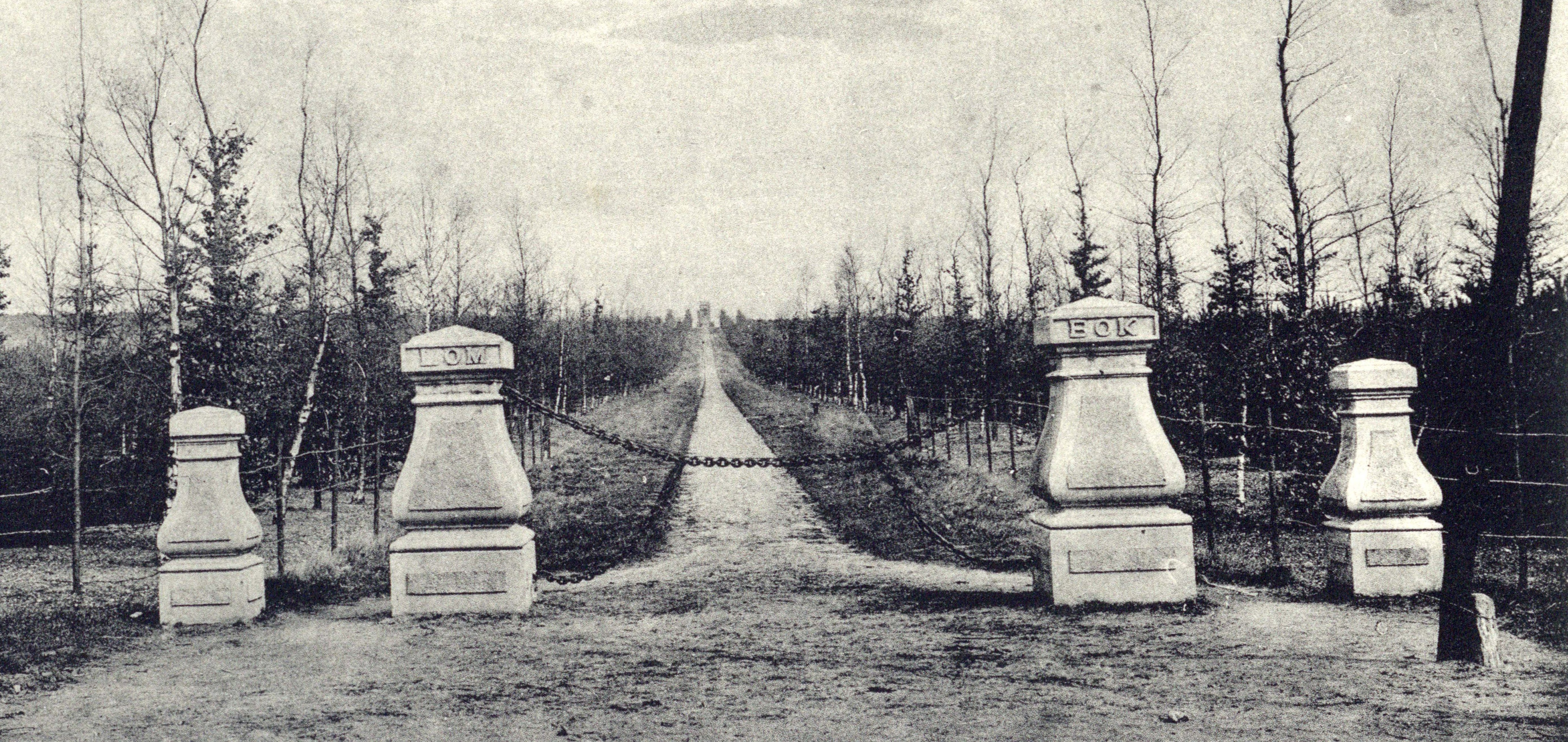
Lombokheuvel gezien vanaf de Rijksstraatweg, Leersum in 1920
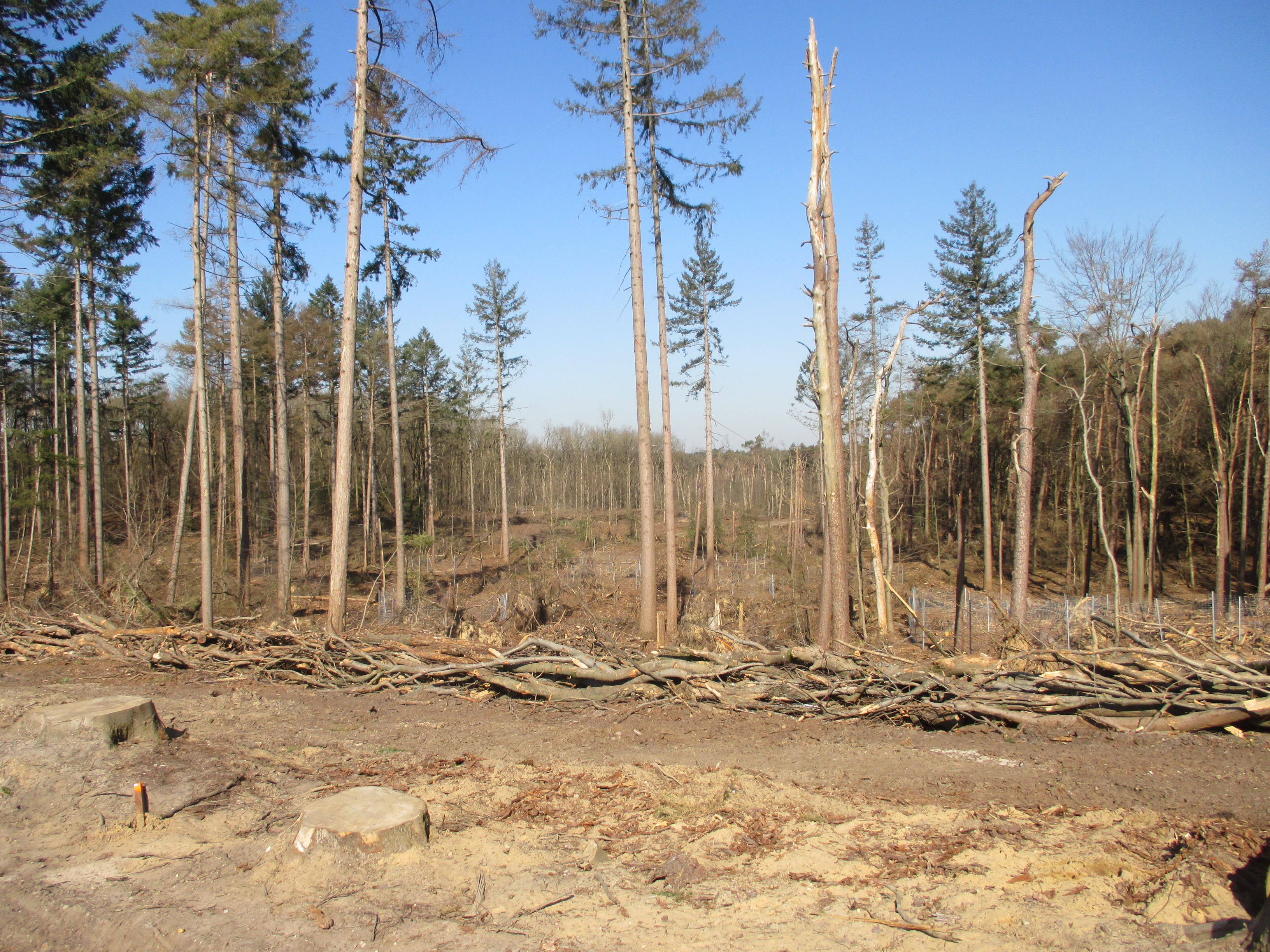
Noord Westflank Lombokheuvel na de verwoestende valwind van 18 juni 2021, welke veel schade aan dit bosperceel heeft aangericht.
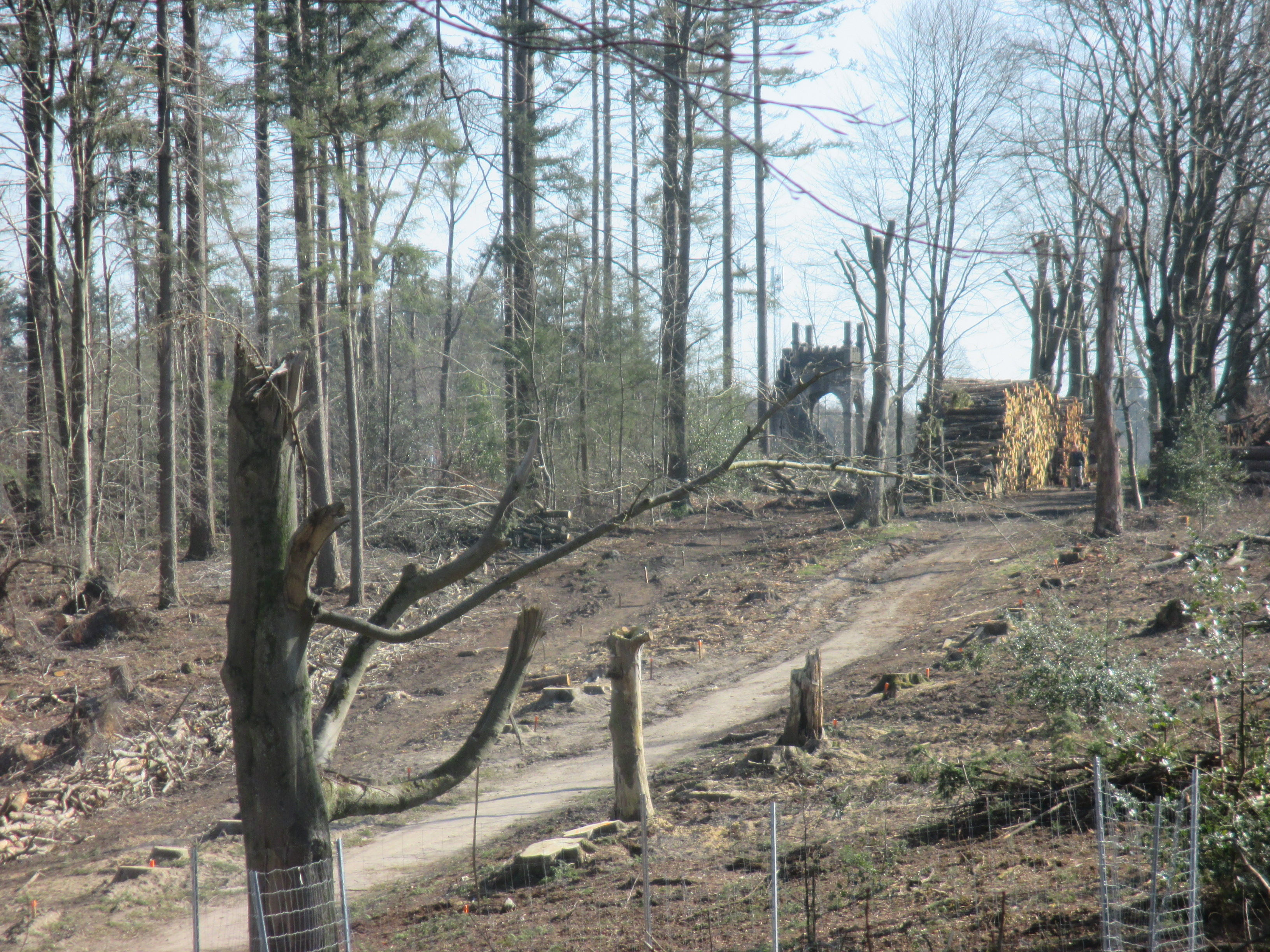
Zwaar beschadigde beukenlaan op de Lombokheuvel ten gevolge van de valwind van 18 juni 2021. Kijkrichting Oost met op de achtergrond de Uilentoren.
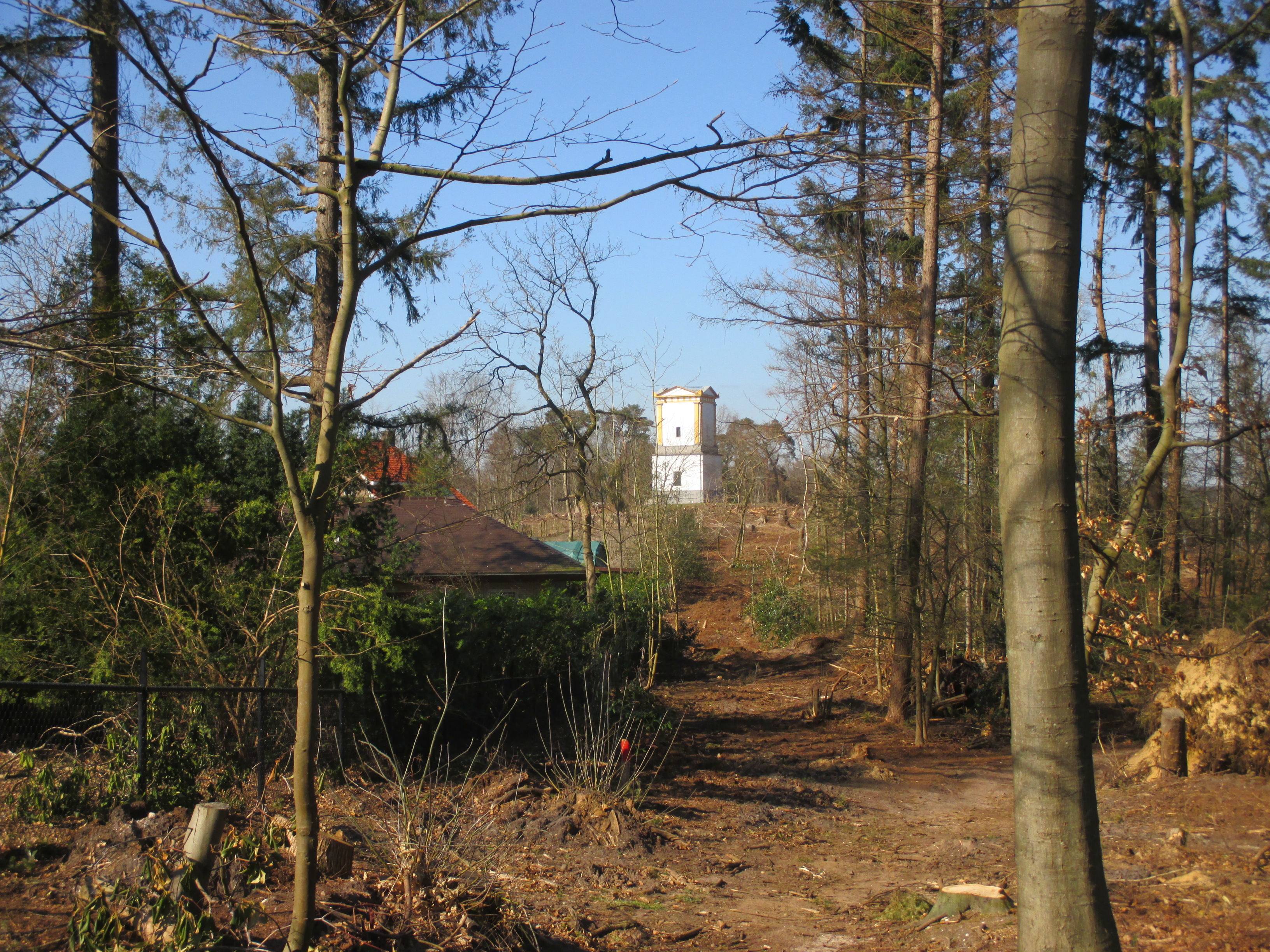
Na de valwind in 2021 herstelde zichtlijn van de Lombokheuvel richting Tombe Nellesteyn met de uitzichttoren (kijkrichting Westen).